# Complesso polisportivo di Japoma
Il Complesso polisportivo di Japoma (in francese Complexe multisports de Japoma) è un impianto sportivo di Douala situato nella località di Japoma, in Camerun. Può contenere 50 000 spettatori.
Edificato dal 2017 al 2019, è stato inaugurato nel 2020 e ha ospitato alcune partite della Coppa d'Africa 2021, tenutasi nel 2022.

## Storia
Opera dell'impresa turca Yenigûn Construction, lo stadio ha avuto un costo totale di 200 miliardi di franchi CFA ed è stato costruito in vista della Coppa d'Africa 2019, che avrebbe dovuto essere ospitata dal Camerun.
La progettazione del sito e il masterplan è stato curato dall'équipe britannica AECOM Sports, mentre la costruzione è stata seguita dallo studio di ingegneria e architettura Leonardo Cameroun, che appartiene all'italiana Leonardo srl dell'architetto Salvatore Re.
La costruzione dello stadio è iniziata il 21 febbraio 2017. Il costo complessivo, di 232 milioni di dollari, è stato finanziato all'85% da Türk Eximbank.
È stato sede di alcune partite della Coppa d'Africa 2021, disputatasi nel 2022.